# Ла-Бастид-Солаж
Ла-Басти́д-Сола́ж (фр. La Bastide-Solages, окс. La Bastida de Solatge) — коммуна во Франции, находится в регионе Окситания. Департамент — Аверон. Входит в состав кантона Сен-Сернен-сюр-Ранс. Округ коммуны — Мийо.
Код INSEE коммуны — 12023.
Коммуна расположена приблизительно в близько км к югу от Парижа, в 95 км северо-восточнее Тулузы, в 50 км к югу от Родеза.

## Население
Население коммуны на 2008 год составляло 116 человек.
| 1962 | 1968 | 1975 | 1982 | 1990 | 1999 | 2008 |
| ---- | ---- | ---- | ---- | ---- | ---- | ---- |
| 177  | 212  | 177  | 130  | 111  | 97   | 116  |

## Экономика

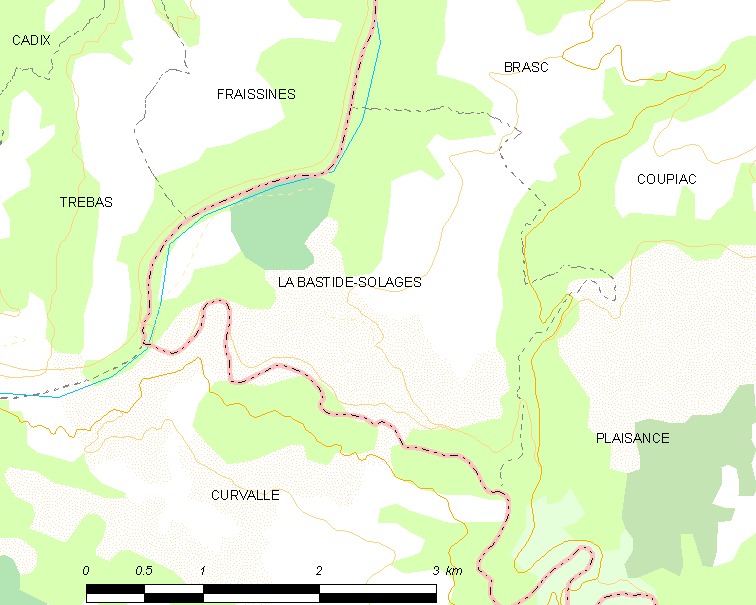
Карта коммуны

В 2007 году среди 75 человек в трудоспособном возрасте (15—64 лет) 53 были экономически активными, 22 — неактивными (показатель активности — 70,7 %, в 1999 году было 63,5 %). Из 53 активных работали 50 человек (31 мужчина и 19 женщин), безработных было 3 (1 мужчина и 2 женщины). Среди 22 неактивных 6 человек были учениками или студентами, 10 — пенсионерами, 6 были неактивными по другим причинам.